# Corymbia bunites
Corymbia bunites är en myrtenväxtart som först beskrevs av Murray Ian Hill Brooker och Anthony R. Bean, och fick sitt nu gällande namn av Kenneth D. Hill och Lawrence Alexander Sidney Johnson. Corymbia bunites ingår i släktet Corymbia och familjen myrtenväxter. Inga underarter finns listade i Catalogue of Life.